# Itirapina
Itirapina is een gemeente in de Braziliaanse deelstaat São Paulo. De gemeente telt 14.829 inwoners (schatting 2009).

## Aangrenzende gemeenten
De gemeente grenst aan Analândia, Brotas, Charqueada, Corumbataí, Ipeúna, Rio Claro, São Carlos en São Pedro.